# Radnice v České Skalici
Bývalá radnice v České Skalici je dům čp. 1 na západní straně Husova náměstí. Od roku 1987 je památkově chráněna. Budova, která je dominantou města, je dokladem výstavby ve druhé polovině 19. století.

## Historie
Radnice je poprvé zmiňována v roce 1586 (pravděpodobně budova v renesančním slohu), která vyhořela v roce 1707 a po požáru byla přestavěna barokně. Na zachovalém plánu z roku 1794 má ve směru do náměstí bohatě členěný štít.
Další přestavba proběhla v roce 1797, budova znovu vyhořela v roce 1846. V letech 1863–1864 byla postavena v novogotickém slohu. Na počátku 20. století v budově sídlil c. k. okresní soud a dívčí obecná škola, od roku 1931 Muzeum Boženy Němcové. Další prostory byly obsazeny městskou knihovnou. V budově byly také byty.
Budova je majetkem města a dnes zde má sídlo Centrum rozvoje Česká Skalice. Příležitostně jsou v části budovy pořádány výstavy, občas se pořádají prohlídky budovy.

## Architektura
Budova má lomený půdorys se dvěma křídly sevřenými v pravém úhlu. Je to sedmiosá novogotická budova romantizujícího vzhledu, pod jedním pláštěm s původně dvěma dispozičně samostatnými objekty.
Budova ve směru do náměstí je dvoupatrová s výrazným tudorovským římsovím a gotickými okny. Ve středu průčelí nad hlavní římsou vrcholí osmibokou zděnou věží s goticky lomenými okny a ozdobným cimbuřím. Pod věží je ciferník hodin. Nad vchodem do budovy je znak města. V otevřené vnitřní předsíni před dvoudílným schodištěm je křížová klenba, za vstupem krátký úsek s valenou klenbou. Střecha je valbová. Budova je podsklepena.